# 1658
1658 (MDCLVIII) je bilo navadno leto, ki se je po gregorijanskem koledarju začelo na torek, po 10 dni počasnejšem julijanskem koledarju pa na petek.

## Dogodki
- 1. januar

## Smrti
- 3. september - Oliver Cromwell, angleški vojskovodja, državnik (* 1599)
- 6. december - Baltasar Gracián y Morales, španski jezuit, pisatelj in filozof (* 1601)